# Prothyma
Prothyma (лат.) — род жуков-скакунов из подсемейства Cicindelinae (подтриба Prothymina).
Африка, Южная и Юго-Восточная Азия.

## Распространение
Африка (центральная, восточная и южная), Мадагаскар, Южная и Юго-Восточная Азия, Самоа, Тайвань.

## Описание
Жуки-скакуны среднего размера (длина около 1 см), стройные, темные, часто металлически блестящие. Фасеточные глаза большие и выступающие. Являются дневными охотниками. Они занимают местообитания от открытой саванны до лесной подстилки. Формула кариотипа n=10+XXXY.

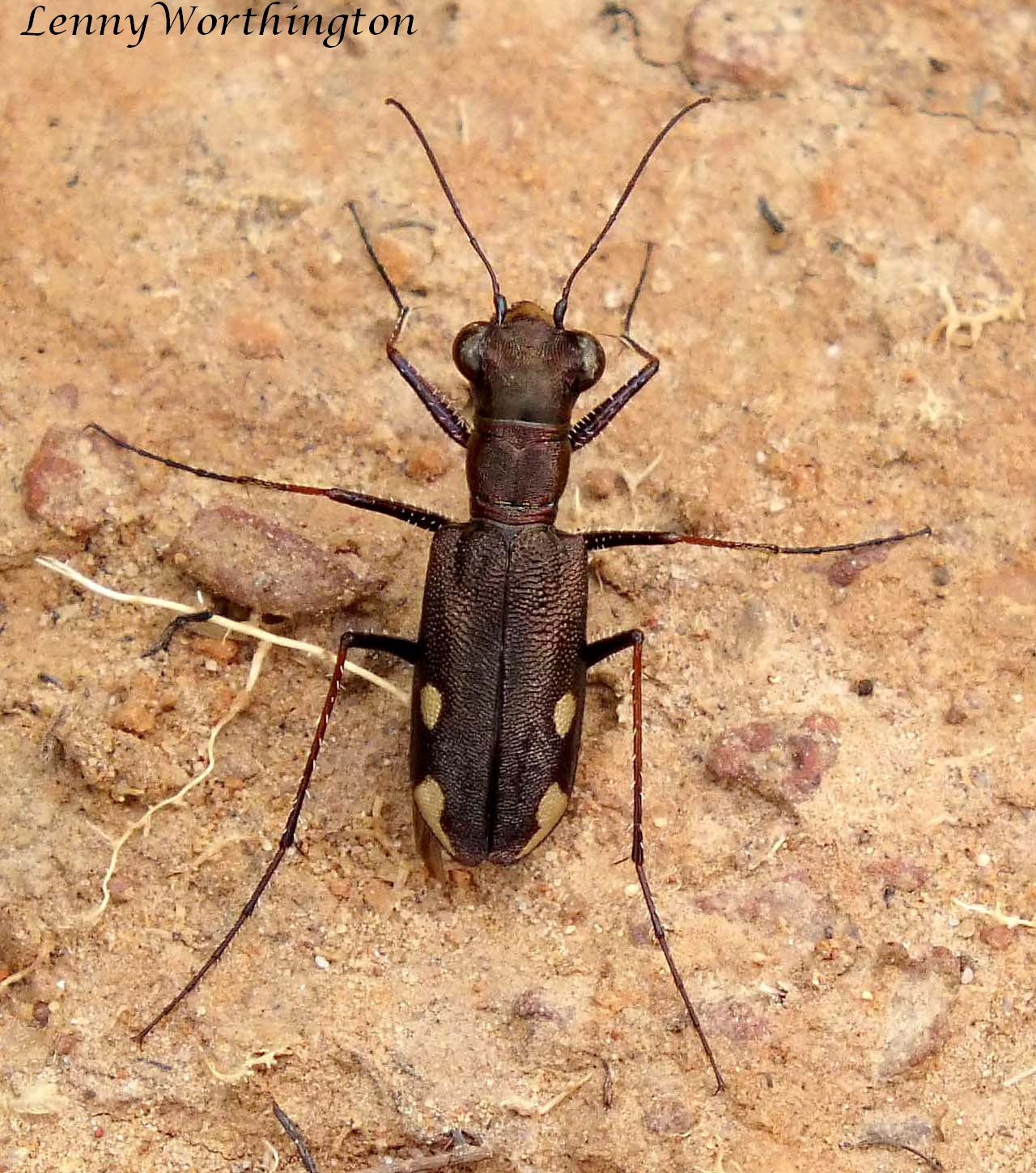
Prothyma bouvieri
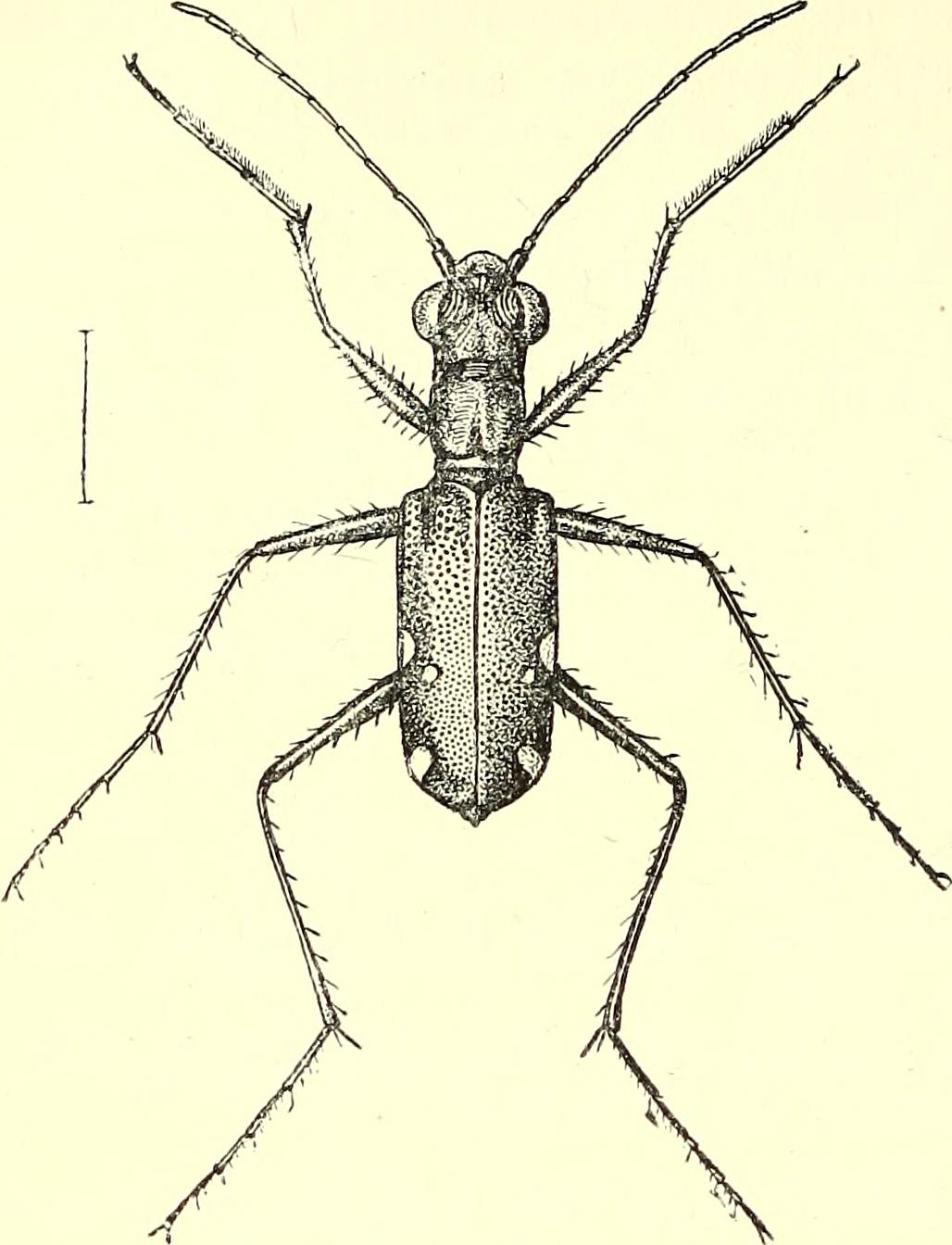
Prothyma exornata
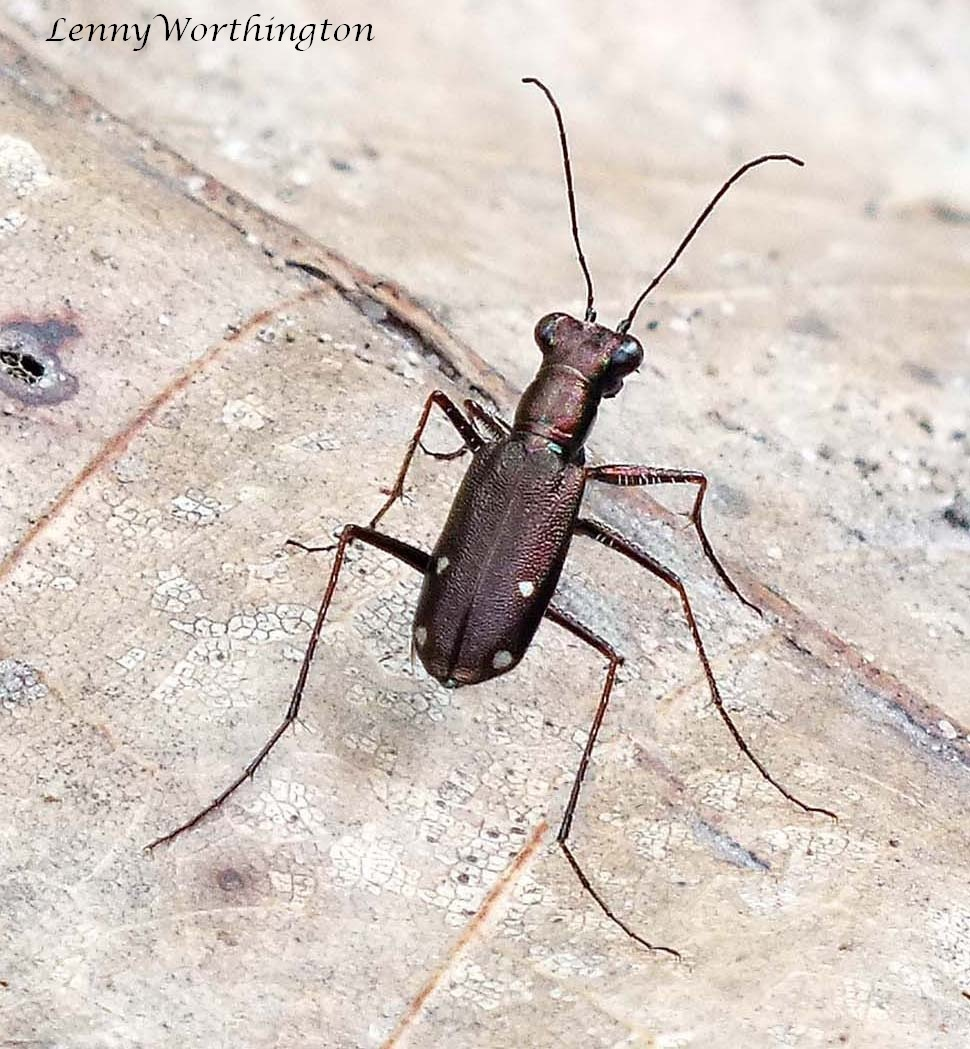
Prothyma rapillyi

## Классификация
Известно около 50 видов. Род Prothyma был впервые описан в 1838 году английским энтомологом Фредериком Уильямом Хоупом и позднее включён в подтрибу Prothymina W.Horn, 1906 в составе трибы Cicindelini. Французский энтомолог Эмиль Ривалье (Émile Rivalier, 1892—1979) в 1964 году в своей ревизии рода Prothyma Hope, 1838 разделил его на четыре подрода (Prothyma Hope, 1838, Paraprothyma Rivalier, 1964, Genoprothyma Rivalier, 1964 и Symplecthyma Rivalier, 1964), основанных на форме жгутика во внутреннем мешке эдеагуса. В 1934 году с острова Самоа был описан подрод Pseudodistypsidera W. Horn, 1934 с видом Prothyma bidentilabris W. Horn, 1934. В 2023 году добавлен подрод Parasymplecthyma Wiesner & Anichtchenko, 2023 с видом Prothyma johnsoni Wiesner & Anichtchenko, 2023.
- Prothyma aeneoparva Horn, 1934[3]
  - = Prothyma boholensis Dheurle, 2012 (Филиппины)[9]
  - = Prothyma nitida Rivalier, 1964 (Филиппины)[7]
- Prothyma annamica Deuve, 2002 (Вьетнам)[10]
- Prothyma asamii Wiesner; Phyu & Hori, 2019 (Мьянма)[4]
- Prothyma assamensis Rivalier, 1964[7] (Индия, Непал)
- Prothyma banksi W.Horn, 1923 (Филиппины)[11]
- Prothyma bidentilabris W.Horn, 1934 (Самоа)[12]
- Prothyma birmanica Rivalier, 1964[7] (Китай, Мьянма, Таиланд)
- Prothyma bordonii Cassola, 1980 (Бангладеш)
- Prothyma bottegoi (W.Horn, 1897) (Сомали, Кения, Танзания, Эритрея)
- Prothyma bouvieri (W.Horn, 1896) (Юго-Восточная Азия)
- Prothyma cassolai Naviaux, 1991 (Таиланд)[13]
- Prothyma claudinae Dheurle, 2012 (Филиппины)[9]
- Prothyma coerulea W.Horn, 1920 (Филиппины)[14]
  - =Prothyma bella Dheurle & G.Colas, 2018 (Филиппины)[3]
- Prothyma concinna (Dejean, 1831) (Африка)
- Prothyma confusa G.Müller, 1939 (Сомали, Кения, ДРК)
- Prothyma discretepunctata W.Horn, 1924 (Филиппины)
- Prothyma erythropyga (Putzeys, 1880) (Ангола, ДРК)
- Prothyma eureka Anichtchenko & Wiesner, 2023 (Филиппины)[3]
- Prothyma exornata Schmidt-Goebel, 1846 (Юго-Восточная Азия)
- Prothyma fallaciosa Rivalier, 1964[7] (Вьетнам, Лаос, Таиланд)
- Prothyma guttipennis (Boheman, 1848) (Африка)
- Prothyma heteromalla (W.S.MacLeay, 1825) (Юго-Восточная Азия)
- Prothyma heteromallicollis W.Horn, 1909 (Филиппины)
- Prothyma hopkinsi W.Horn, 1909 (Филиппины)[15]
- Prothyma incerata Rivalier, 1964[7] (Филиппины)
- Prothyma inopinata Anichtchenko & Wiesner, 2023 (Филиппины)[3]
- Prothyma johnsoni Wiesner & Anichtchenko, 2023 (Филиппины)[2]
- Prothyma kapuka Anichtchenko & Wiesner, 2023 (Филиппины)[3]
- Prothyma laophila Deuve, 2002 (Лаос)[10]
- Prothyma leprieurii (Dejean, 1831) (Африка)
- Prothyma lucidicollis (Chaudoir, 1869) (Филиппины)
- Prothyma masbateensis Wiesner & Anichtchenko, 2023 (Филиппины)[2]
- Prothyma methneri W.Horn, 1921 (Африка)
- Prothyma miltonmedinai Wiesner & Anichtchenko, 2023 (Филиппины)[2]
- Prothyma ornata Naviaux, 1989 (Таиланд)[16]
  - = Prothyma rosalinae Naviaux, 1991[13]
- Prothyma proxima (Chaudoir, 1861) (Индия)
- Prothyma quadripunctata (Fabricius, 1801)
  - = Cicindela quadripunctata Fabricius, 1801
  - = Cicindela quadriguttata Quensel 1806
  - = Prothyma quadriguttata (Quensel, 1806) (Индонезия)
- Prothyma quadripustulata (Boheman, 1848) (Африка)
- Prothyma radama Künckel d’Herculais in Grandidier, 1887 (Мадагаскар)
- Prothyma rapillyi Naviaux, 1989 (Таиланд)[16]
- Prothyma reconciliatrix (W.Horn, 1900) (Мьянма)
- Prothyma schmidtgoebeli (W.Horn, 1895) (Китай, Юго-Восточная Азия)
- Prothyma sciakyi Anichtchenko & Wiesner, 2023 (Филиппины)[3]
- Prothyma schultzei W.Horn, 1908 (Филиппины)
- Prothyma scrobiculata (Wiedemann, 1823) (Бангладеш, Мьянма)
- Prothyma shancola Sawada & Wiesner, 1998 (Мьянма)[17]
- Prothyma sotai Wiesner; Phyu & Hori, 2019 (Мьянма)[4]
- Prothyma tenuipenis W.Horn, 1934 (Филиппины)[12]
- Prothyma thandamoeae Wiesner; Phyu & Hori, 2019 (Мьянма)[4]
- Prothyma vientianensis Sawada & Wiesner, 1996 (Лаос)
- Prothyma werneri (Sawada & Wiesner, 1998) (Мьянма)[17]